# ان‌بی‌ال (تاریخچه ان‌بی‌ای)
لیگ ملی بسکتبال (ان‌بی‌ال) (به انگلیسی: National Basketball League) (NBL) یک لیگ حرفه‌ای بسکتبال در ایالات متحده بود. این لیگ در سال ۱۹۳۵ با نام «کنفرانس بسکتبال میدوست» (Midwest Basketball Conference) تأسیس شد و در سال ۱۹۳۷ نامش به «لیگ ملی بسکتبال» تغییر یافت. پس از فصلِ ۱۹۴۸–۱۹۴۹، که دوازدهمین فصل فعالیتش بود، این لیگ با «انجمن بسکتبال آمریکا» (بی‌ای‌ای) ادغام شد و «اتحادیه ملی بسکتبال» (ان‌بی‌ای) را به وجود آورد. پنج تیم فعلی ان‌بی‌ای، تاریخچه خود را به ان‌بی‌ال پیوند می‌زنند: آتلانتا هاوکس، دیترویت پیستونز، لس‌آنجلس لیکرز، فیلادلفیا سونی سیکسرز و ساکرامنتو کینگز.
ان‌بی‌ای، آمار و رکوردهای ان‌بی‌ال را فقط در شرایط خاصی به رسمیت می‌شناسد. آمار و رکوردهای بی‌ای‌ای و ان‌بی‌ال قبل از ادغام در سال ۱۹۴۹، فقط در صورتی در تاریخچه رسمی ان‌بی‌ای محسوب می‌شوند که یک بازیکن، مربی یا تیم، پس از سال ۱۹۴۹ و در لیگ تازه‌تأسیس‌شده ان‌بی‌ای، حداقل در یک فصل حضور داشته باشند.